# 愛宕 (上尾市)
愛宕（あたご）は、埼玉県上尾市の町名。現行行政地名は愛宕一丁目から愛宕三丁目。住居表示実施済み。郵便番号は362-0034。
市の統計などでは上尾地区で分類されている。

## 地理
埼玉県の中央地域（県央地域）で、上尾市南部の大宮台地上に位置する。地区の東側を東町や日の出、南側を栄町、西側を西宮下や谷津、北側を仲町と隣接する。また、北側は対角線上に本町が位置している。上尾駅東口の南東に広がる地域で、駅からも近く全体的に住宅地が広がり住宅が建ち並ぶ。さいたま市・熊谷市方面への幹線道路である国道17号や旧中山道が南北に通る。全域が市街化区域の主に第一種住居地域や第二種住居地域に指定され、地区の東部に上尾運動公園が立地し、陸上競技場や体育館が建っている。南部の工業地域や準工業地域には工場が立地していたが移転し、現在はバリュープラザなどの商業施設となっている。またコーセーの工場跡地にイオンモール上尾が開業した。当初は2017年春に開業する予定であったが、着工の遅れにより2020年10月に開業する予定と発表した。しかし、新型コロナ感染症対策の追加工事を施したために11月30日に仮開業、12月4日に本開業した。河川などの水域は地内に存在しない。地名の由来は地内に鎮座する愛宕神社に因む。元々は上尾宿内の呼称のひとつであった下宿に由来する下町と称されていた地区であった。

### 地価
住宅地の地価は、1982年（昭和57年）の公示地価によれば、愛宕二丁目1384番8の地点で12万3000円/m2となっている。

## 歴史
- 1965年（昭和40年）7月1日 - 住居表示に関する法律に基づき住居表示（第一次）が実施され[12]、大字上尾宿の一部から愛宕一丁目〜三丁目が成立[13][14]。
- 1967年（昭和42年）
  - 7月1日 - 住居表示に関する法律に基づき住居表示（第三次）が実施され[12]、大字上尾下の一部が愛宕に編入される[14]。
  - 10月1日 - 地内に上尾運動公園が開園する[15]（起工は1965年10月15日、完成は同年9月）。こけら落しとして「第19回健康保険全国勤労者陸上競技大会」が同日より開催された[15]。
- 1973年（昭和48年）4月 - 地内に「あたご保育所」が開所する[16]。
- 2001年（平成13年）5月1日 - さいたま市の発足および路線整理に伴ない、地内を通る県道の鴻巣桶川大宮線が鴻巣桶川さいたま線に改称される。
- 2008年（平成20年）11月5日 - 「愛宕の祭りばやし」が市の無形民俗文化財に指定される[17]。
- 2020年（令和2年）12月4日 - 地内にイオンモール上尾が開業（11月30日に仮開業）[18]。

## 世帯数と人口
2017年（平成29年）10月1日現在（上尾市発表）の世帯数と人口は以下の通りである。
| 丁目       | 世帯数    | 人口    |
| ---------- | --------- | ------- |
| 愛宕一丁目 | 1,115世帯 | 2,251人 |
| 愛宕二丁目 | 1,044世帯 | 2,342人 |
| 愛宕三丁目 | 597世帯   | 1,347人 |
| 計         | 2,756世帯 | 5,940人 |

## 小・中学校の学区
市立小・中学校に通う場合、学区（校区）は以下の通りとなる。
| 丁目       | 番地 | 小学校             | 中学校             |
| ---------- | ---- | ------------------ | ------------------ |
| 愛宕一丁目 | 全域 | 上尾市立上尾小学校 | 上尾市立上尾中学校 |
| 愛宕二丁目 | 全域 | 上尾市立上尾小学校 | 上尾市立上尾中学校 |
| 愛宕三丁目 | 全域 | 上尾市立上尾小学校 | 上尾市立上尾中学校 |

## 事業所
2021年（令和3年）現在の経済センサス調査による事業所数と従業員数は以下の通りである。上尾市の町丁・大字別の事業所数としては、大字原市の385事業所、柏座の304事業所に次いで3番目に多い。
| 丁目       | 事業所数  | 従業員数 |
| ---------- | --------- | -------- |
| 愛宕一丁目 | 80事業所  | 491人    |
| 愛宕二丁目 | 45事業所  | 301人    |
| 愛宕三丁目 | 145事業所 | 1,943人  |
| 計         | 270事業所 | 2,735人  |

## 交通
地区の西端をJR東日本高崎線が通るが駅は設置されていない。最寄り駅は高崎線上尾駅である。愛宕二丁目1384番8の地点よりおよそ1 kmのところにある。

### 道路
- 国道17号（中山道）
- 埼玉県道51号川越上尾線（ニッサン通り）
- 埼玉県道164号鴻巣桶川さいたま線（旧中山道）

### バス
上尾駅方面や大宮駅方面への路線バスが多数運行されている。 
東武バスウエスト大宮営業事務所
地区内は「上尾原市新道」・「上尾運動公園」・「下上尾」バス停留所が設置されている。
丸建自動車「けんちゃんバス」
地区内は「上尾原市新道」・「愛宕神社」・「上尾運動公園前」バス停留所が設置されている。
上尾市コミュニティバス「ぐるっとくん」
- 原市瓦葺線
- 原市平塚循環

地区内は「上尾原市新道」・「愛宕神社」・「上尾運動公園前」・「愛宕三丁目」・「上尾中学校西」・「下上尾」・「上尾運動公園中」・「上尾運動公園入口」バス停留所が設置されている。

### 町内会
- 愛宕一丁目町内会[24]
- 愛宕二丁目町内会
- 愛宕三丁目町内会

## 施設
- 上尾運動公園 - 指定緊急避難場所・指定一般避難所[25]
- 上尾市立上尾中学校 - 指定緊急避難場所・指定一般避難所
- 上尾市立あたご保育園
- 埼玉歯科衛生専門学校
- 愛宕神社 - 本殿は上尾村（現二ツ宮）の氷川女体神社の合祀の際に社殿を移築したもの。なお、御神体は上尾宿（現宮本町）の氷川鍬神社にある[26][27]。なお、壱丁目にも同名の神社が鎮座する。
- 愛宕公民館 - 愛宕神社境内に所在
- 愛宕郵便局
- 東京電力パワーグリッド愛宕町変電所
- イオンモール上尾
- バリュープラザ
- 横浜ゴム上尾物流センター